# Nimboa yemenica
Nimboa yemenica is een insect uit de familie van de dwerggaasvliegen (Coniopterygidae), die tot de orde netvleugeligen (Neuroptera) behoort. 
De wetenschappelijke naam Nimboa yemenica is voor het eerst geldig gepubliceerd door Monserrat in 1997.